# Haná Mújás
Haná Mújás (hebrejsky: חנא מוויס, Chana Mwais, arabsky: حنا موياس, žil 1913 – 13. února 1981) byl izraelský politik a poslanec Knesetu za stranu Chadaš.

## Biografie
Narodil se v obci Rama. Vystudoval střední školu v Akku a střední školu v Nazaretu. Patřil do komunity izraelských Arabů.

## Politická dráha
Od roku 1956 byl členem samosprávy v obci Rama a od roku 1959 i jejím starostou. Předsedal Národnímu výboru arabských místních samospráv. V izraelském parlamentu zasedl po volbách v roce 1977, do nichž šel za stranu Chadaš. Stal se členem parlamentního výboru pro záležitosti vnitra a životního prostředí a výboru pro ekonomické záležitosti. Zemřel během funkčního období v únoru 1981. V Knesetu ho nahradil Avraham Levenbraun.